# Koakin (Nobéré)
Pour les articles homonymes, voir Koakin.
Koakin est une localité située dans le département de Nobéré de la province du Zoundwéogo dans la région Centre-Sud au Burkina Faso.

## Géographie
Koakin est localisé à environ 20 km au nord-ouest de Nobéré et à 6 km à l'ouest de la route nationale 5.

## Santé et éducation
Le centre de soins le plus proche de Koakin est le centre de santé et de promotion sociale (CSPS) de Séloghin tandis que le centre médical (CMA) le plus proche se trouve à Manga.
Le village possède une école primaire communautaire.